# Probreviceps
A Probreviceps a kétéltűek (Amphibia) osztályába és  a békák (Anura) rendjébe tartozó  nem. A Brevicipitidae család korábban a szűkszájúbéka-félék (Microhylidae) család Brevicipitinae alcsaládját alkotta. Újabb vizsgálatok szerint viszont a monofiletikus családot alkotó öt nemzetség az afrikai békák egy nagyobb leszármazási vonalához tartozik a lapátorrúbéka-félék (Hemisotidae), a mászóbékafélék (Hyperoliidae) és az Arthroleptidae családokkal együtt.

## Rendszerezés
A nembe tartozó fajok:
- Probreviceps durirostris Loader, Channing, Menegon, and Davenport, 2006
- Probreviceps loveridgei Parker, 1931
- Probreviceps macrodactylus (Nieden, 1926)
- Probreviceps rhodesianus Poynton and Broadley, 1967
- Probreviceps rungwensis Loveridge, 1932
- Probreviceps uluguruensis (Loveridge, 1925)